# Нелле Карайлич
Не́лле Ка́райлич (серб. Неле Карајлић, Nele Karajlić; настоящее имя — Ненад Янкович, серб. Ненад Јанковић, Nenad Janković; также известен как «Доктор Нелле» Карайлич; р. 11 декабря 1962, Сараево) — сербский музыкант и композитор, певец, актёр. Бывший вокалист и один из основателей группы Zabranjeno Pusenje. Основатель группы The No Smoking Orchestra, один из создателей и лидер движения новых примитивистов, основанного в Сараево в 80-х годах.

## Фильмография

### Актёр
- 1984—1991 — Топ листа надреалиста (Хит-парад сююреалистов) (телесериал)
- 1995 — Андерграунд
- 1995 — Сложна браћа (телесериал)
- 2004 — Жизнь как чудо

### Композитор
- 1998 — Чёрная кошка, белый кот
- 2001 — Мой милый дом
- 2003 — Клубничка в супермаркете
- 2004 — Жизнь как чудо (автор текстов)